# Nasir al-Din al-Tusi
Khawaja Muḥammad ibn Muḥammad ibn Ḥasan Ṭūsī (în persană: محمد بن محمد بن الحسن طوسی, n. 18 februarie 1201 - d. 26 iunie 1274‎), cunoscut și ca Naṣīr al-Dīn al-Ṭūsī, a fost un savant persan cu multiple preocupări: astronomie, chimie, biologie, matematică, filozofie, fizică, medicină și teologie.

## Biografie
S-a născut la Tus, în provincia Khorasan (nord-estul Iranului de azi).
A studiat coranul, jurisprudența, filozofia, matematica, logica, astronomia.
A murit în timpul unei călătorii spre Bagdad.

## Contribuții

### Astronomie
A scris un tratat de astronomie în care a criticat sistemul lui Ptolemeu și a expus calculul anilor după sistemul chinezesc.

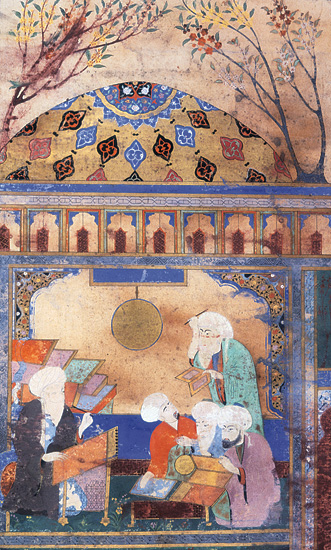
Ilustraţie a observatorului astronomic fondat de Al-Tusi

În 1259, a construit la Maragheh un observator astronomic, care a devenit unul dintre cele mai celebre din Evul Mediu.
Aici au fost aduși învățați din Damasc, Mosul, Tbilisi, Qazvin, care au întocmit tabele pentru calculul efemeridelor valoroase pentru acea vreme.

### Matematică
A considerat trigonometria ca un domeniu separat al matematicii, a utilizat funcțiile trigonometrice, a demonstrat teorema sinusurilor și a tangentelor, a sistematizat noțiunile fundamentale ale trigonometriei liniare și sferice.
A tratat problema rezolvării triunghiurilor.
A studiat patrulaterul Saccheri și istoricul teoriei paralelelor efectuând o analiză critică și expunând propriile sale teorii, astfel că poate fi considerat precursor al geometriei neeuclidiane.
Lucrările sale au stat la baza trigonometriei lui Regiomontanus și au avut o influență decisivă asupra dezvoltării acestui domeniu în Europa.

### Fizică
Al-Tusi susține, că, indiferent de procesul prin care trece, materia se transformă, dar nu dispare niciodată, prin aceasta prefigurând legea conservării masei, care avea să fie formulată multe secole mai târziu.
A studiat și gravitația.

### Biologie
În domeniul biologiei, Nasir al-Din al-Tusi a avut concepții progresiste pentru acea epocă.
Susținea că universul este compus din elemente de bază, prin a căror dă naștere mineralelor, plantelor și apoi animalelor.
De asemenea, a subliniat rolul eredității în evoluția ființelor vii dar și al mecanismelor de adaptare a acestora la mediul.
Mai mult, Al-Tusi a susținut că omul a evoluat dintr-un strămoș al maimuțelor antropoide actulale, fiind deci un precursor al teoriei evoluționiste.

## Scrieri
Al-Tusi este autor al multor tratate originale, dar și traduceri și comentarii, care ulterior s-au tradus și în limbile europene:
- Sakl-ul-Kita-Nassir ("Tratat de trigonometrie")
- Kitab-aș-Sakl al-Rita ("Tratat despre patrulatere")
- 1521: Ar-risala as șafūia an assak fi-l-hutut al mutavaziyya ("Tratat care înlătură îndoiala în privința paralelelor")
- 1265: Culegere de aritmetică cu ajutorul unei tabele.

## Vezi și
- Revoluția copernicană